# Dendrometria

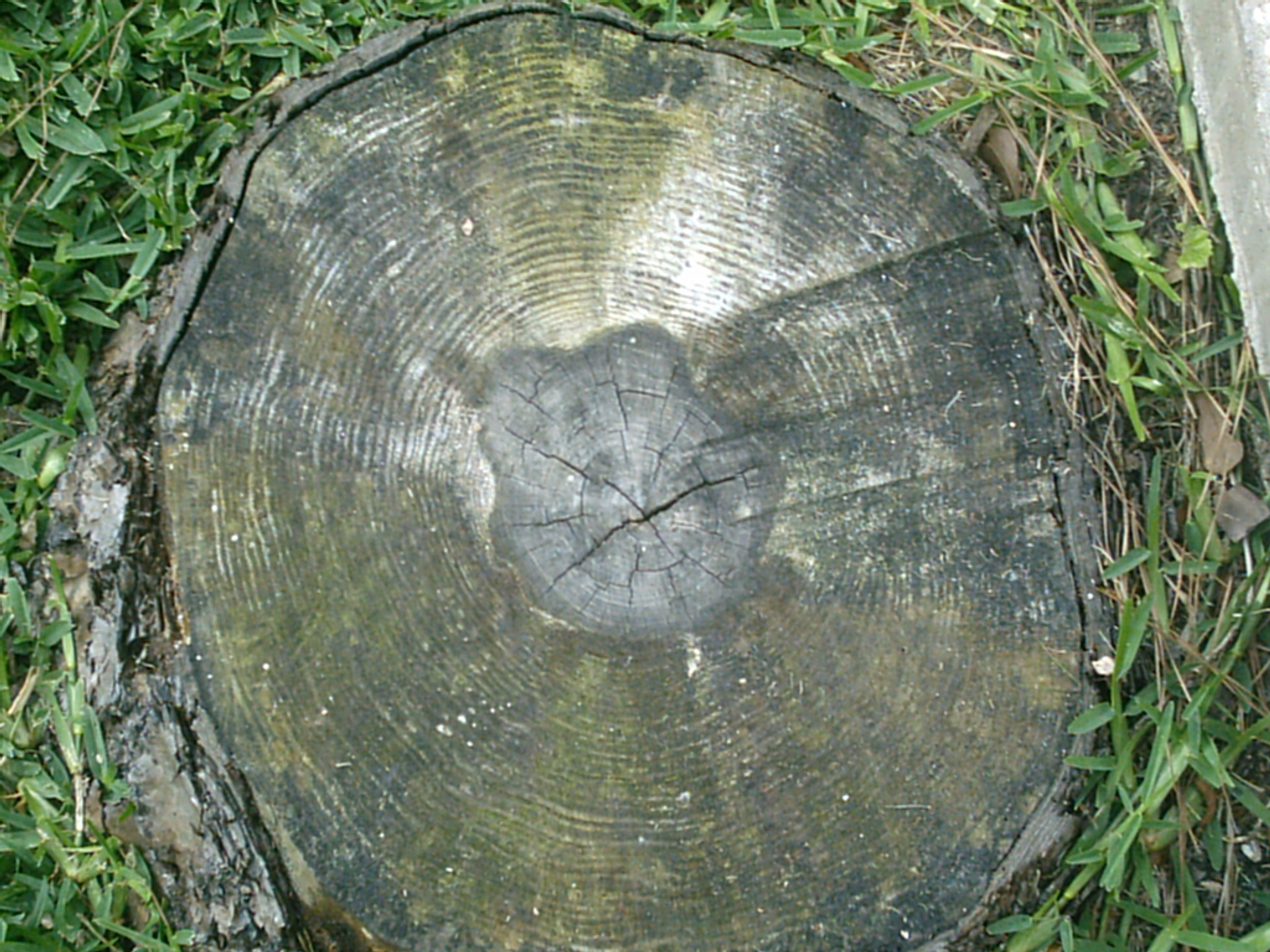
Przekrój pnia drzewa

Dendrometria (gr. déndron – drzewo; metréō – mierzę) – nauka zajmująca się metodami pomiaru drzew i drzewostanów. Przede wszystkim określa się:
- miąższość,
- przyrost miąższości,
- wiek drzew i drzewostanów.

Miąższość drzew określa się najczęściej na podstawie takich cech jak:
- pierśnica,
- wysokość drzewa.

Do określania miąższości drzewostanu wykorzystuje się przeciętną wysokość, pierśnicową liczbę kształtu oraz pole pierśnicowego przekroju.
Nauka ta znajduje szerokie zastosowanie w praktyce leśnej, szczególnie w takich dziedzinach jak: urządzanie lasu, użytkowanie lasu, hodowla lasu.
Metody dendrometryczne wykorzystywane są bardzo często w doświadczalnictwie leśnym.
Obiektem pomiarów dendrometrycznych jest najczęściej drzewo – jego część nadziemna, którą stanowi pień (strzała) i gałęzie, oraz część podziemna, którą stanowią korzenie. Pomiary mogą dotyczyć również różnych sortymentów drewna. W teoretycznych badaniach dendrometrycznych stosuje się modele geometryczne, w których rzeczywiste kształty drzewa przybliża się regularnymi bryłami obrotowymi. Są to m.in.:
- walec,
- paraboloida,
- neiloida,
- stożek.

Niektóre parametry elementów drzew noszą inną nazwę niż analogiczne parametry w odniesieniu do brył geometrycznych. W przypadku brył mierzymy np. średnicę w określonych miejscach, natomiast w przypadku drzew – grubość. Wynika to stąd, że przekrój poprzeczny brył geometrycznych jest kołem, natomiast w przypadku drzew – figurą nieregularną. Dla brył regularnych określa się objętość, która jest odpowiednikiem miąższości u drzew.
Zadaniem dendrometrii jest tworzenie metod pomiaru i ich doskonalenie. W historii dendrometrii wyróżnić można dwa kierunki tworzenia i oceny pomiaru:
- kierunek teoretyczny,
- kierunek empiryczny.